# ドリュー・ファラー
ドリュー・ファラー（Drew Fuller, 1980年5月19日 - ）は、アメリカ合衆国の俳優である。

## 出演作品

### テレビ
- アーミー・ワイフ（トレヴァー・ルブラン）
- NCIS:LA 〜極秘潜入捜査班
- チャームド〜魔女3姉妹〜（クリス・ペリー）

### 映画
- デッドライン THE LAST MISSION
- ドリフトブレイク
- ジェシカ・シンプソンのワーキング・ブロンド
- アクセル
- レッド・クラン